# Petrosiidae
Petrosiidae  (лат.) — семейство губок, впервые описанное в 1980 году Робом ван Соестом. В него входят следующие четыре рода:
- Acanthostrongylophora (Hooper, 1984)
- Neopetrosia (de Laubenfels, 1949)
- Petrosia (Vosmaer, 1885)
- Xestospongia (de Laubenfels, 1932)